# Вона нездужає (оповідання)
Вона нездужає  — оповідання Стівена Кінга, вперше опубліковане у виданні «Повна темрява, без зірок»  у м’якій палітурці 2011 року. 

## Сюжет
Бред Франклін прокидається вночі від кошмару, поруч спить його  дружина Еллен; вона почувається не добре після нещодавнього нападу бронхіту. Під ліжком щось шуршить, але Бред знає що це їх стара собака - Леді. Зранку він виводить її на прогулянку. Виходячи з будівлі, Бред дізнається від швейцара, що вдень прийдуть дезінфекції, щоб перевірити неприємний запах, який, ймовірно, походить від мертвого щура в сусідній квартирі. Відвівши Леді назад у  квартиру, він залишивши дружині записку, і йде на роботу в рекламне агентство, залишаючи Еллен спати в ліжку.
На роботі Франклін згадує минулі часи зі своєю дружиною, як щасливі, так і не дуже. Як Еллен допомагала йому в його першій рекламній кампанії; як вони дізнались, що Еллен не може зачати дитину, що в певному сенсі є благословенням, враховуючи той факт, що вона має захворювання серця, на яке могло негативно вплинути навантаження під час виношування дитини; згадує поїздку в Нассау, Багами. Саме під час поїздки літаком до Нассау Бред дуже перелякався, йому здалося що дрімаюча дружина виглядає мертвою. Після того, як вона прокинулася, і він розповів їй про свій страх, вона пожартувала, що якби вона померла, він, ймовірно, відправив би її тіло назад до Нью-Йорка та продовжив би відпочивати. У відповідь він сказав їй, що якби вона справді була мертва, він використав би свою уяву, щоб залишати її живою, і просто відмовився  б визнати, що вона мертва.
Бред отримує дзвінок від наглядача будинку, який каже Бреду, що тепер вони вважають, що неприємний запах справді виходить із його квартири. Тоді наглядач будинку робить гострий коментар про те, що ніхто не бачив Еллен понад тиждень. Бред припускає, що він вважає, що Бред вбив свою дружину, і погоджується зустрітися з наглядачем будинку у холі, після чого вони разом піднімуться до квартири, щоб перевірити джерело запаху.

Бред негайно залишає роботу та повертається до свого будинку, де він використовує ключ, який раніше йому дав швейцар, щоб увійти через службовий вхід, тим самим обійшовши вестибюль і наглядача будинку. У своїй квартирі він бачить собаку Леді, що ховається в спальні, де, ймовірно, все ще спить його дружина; собака лиже її руки. У спальні Бред виявляє, що Леді пожувала руку Еллен, залишивши лише кілька смужок плоті. Він вирішує застосувати свою уяву, щоб заперечити це, і ховає руку під ковдру. Він відмахується від кількох мух, вважаючи, що їх, мабуть, приваблює те, що створює неприємний запах. Він запитує Еллен, чи хоче вона чогось випити чи поїсти. Коли вона нічого не відповідає, він запитує її, чи пам’ятає вона їхню подорож на Багами. Коли вона нічого не каже, він запитує її, чи не хоче вона встати і трохи походити. Проте вона нічого не каже. Потім він каже їй, що все добре, що вона може ще трохи поспати і що він сяде біля неї.